# Hipposideros maggietaylorae
Hipposideros maggietaylorae là một loài động vật có vú trong họ Dơi nếp mũi, bộ Dơi. Loài này được Smith & Hill mô tả năm 1981.